# جان چنهال
جان چنهال (انگلیسی: Tommy Caton; 23 ژوئیه ۱۹۲۷ - آوریل ۲۰۱۱) فوتبالیست اهل بریتانیا بود.
از باشگاه‌هایی که در آن بازی کرده‌است می‌توان به باشگاه فوتبال میدنهد یونایتد، باشگاه فوتبال گیلفورد سیتی، باشگاه فوتبال فولام، باشگاه فوتبال بوستون یونایتد، و باشگاه فوتبال آرسنال اشاره کرد.